# 臺南市東區復興國民小學
臺南市東區復興國民小學，位於台灣臺南市東區虎尾寮重劃區內，與台南市立復興國民中學相鄰。1995年（民國84年）8月正式創校。

## 校史
- 1991年（民國80年）11月：派令德高國小校長林正宗兼任創校籌備主任。
- 1995年（民國84年）3月：林校長擬申請提前退休，籌備主任改由省躬國小校長鄭豔紅兼任。
  - 8月：開始招生。

## 歷任校長
| 任次  | 校長   | 任期時間      |
| ----- | ------ | ------------- |
| 第1任 | 鄭豔紅 | 1995年—2003年 |
| 第2任 | 林清池 | 2003年—2008年 |
| 第3任 | 黃永松 | 2008年—2016年 |
| 第4任 | 趙坤川 | 2016年—2020年 |
| 第5任 | 陳茂盛 | 2020年—現任   |

## 校友
- 周子瑜，韓國女子團體TWICE成員。